# Caparinia tripilis
Caparinia tripilis är en spindeldjursart som först beskrevs av Michael 1889.  Caparinia tripilis ingår i släktet Caparinia och familjen Psoroptidae. Inga underarter finns listade.